# Un élève doué (nouvelle)
Pour les articles homonymes, voir Un élève doué.
Un élève doué (titre original : Apt Pupil) est un roman court de Stephen King paru en août 1982 dans le recueil Différentes Saisons. King nous y décrit l'apprentissage du mal par un jeune Américain moyen, à la suite d'une découverte stupéfiante : son voisin, un vieil Allemand reclus, s'avère être l'ancien directeur d'un camp de concentration nazi.

## Résumé
Le récit se déroule dans une petite ville de Californie. Le jeune et brillant Todd Bowden, treize ans, reconnaît par hasard un ancien criminel de guerre nazi nommé Kurt Dussander en la personne d'un vieil homme à l'air inoffensif qui se fait appeler Arthur Denker. Fasciné par cette période de l'histoire, Todd commence à faire chanter Dussander, lui demandant de lui raconter ses expériences en tant que responsable d'un camp de concentration. Le vieillard et l'adolescent nouent ainsi une étrange relation qui les fait vite dépendre tous deux l'un de l'autre mais anime aussi chez le garçon (et ranime chez Dussander) des pulsions violentes. Les notes de Todd commencent à chuter et Dussander se fait passer pour son grand-père auprès du conseiller scolaire, Ed French, afin que les parents de Todd ne soient pas informés. Peu après, Todd et Dussander commencent, chacun de leur côté, à tuer des sans-abris afin d'assouvir leurs pulsions.
Quelques années passent et Todd et Dussander ne se voient plus que rarement tout en continuant leurs activités criminelles. Mais un soir, Dussander est victime d'une attaque cardiaque après avoir tué un sans-abri et téléphone à Todd pour qu'il vienne l'aider. Todd enterre le corps dans la cave, avec les autres, avant d'appeler une ambulance. À l'hôpital, Dussander partage sa chambre avec Morris Heisel, juif rescapé des camps qui finit par le reconnaître et prévient les autorités. Dussander se suicide avec des médicaments pour éviter l'extradition en Israël et un inspecteur vient interroger Todd peu après. Il en ressort convaincu que Todd et Dussander étaient complices mais n'a pas de preuve. French, en voyant la photo de Dussander dans le journal, part demander à Todd des explications et le garçon, qui se sait désormais perdu, l'abat d'un coup de fusil. Il se place ensuite à côté d'une autoroute pour tirer aveuglément sur les automobilistes et finit par être abattu par la police.

## Genèse
Un élève doué a été écrit en quinze jours juste après la rédaction de Shining, après quoi Stephen King, vidé, n'a plus rien écrit pendant trois mois.

## Analyse
Pour Michael R. Collings, le texte est comparable à Shining dans le sens où « dans chaque histoire, l'innocence est corrompue par un mal pernicieux », la macabre obsession de Todd Bowden le menant « à la folie et au meurtre » d'une manière semblable à Jack Torrance. La personnalité de Todd (prénom qui est très proche du mot allemand tod qui signifie mort) est « altérée par sa relation avec Dussander » mais il contribue de son côté « à la déchéance morale » du vieil homme et, dans cette relation mutuellement parasitaire, « il est difficile de définir qui a été le plus corrompu par l'autre ». Pour Laurent Bourdier, Todd Bowden est un personnage à part dans l'œuvre de Stephen King, un « enfant bourreau sans aucune circonstance atténuante », pas même un indice de maladie mentale, qui grandit dans un cadre familial stable et attentionné. Cela fait de ce récit « le plus dérangeant » de l'auteur.

## Distinctions
Un élève doué a été nommé en 1983 au prix British Fantasy dans la catégorie de la meilleure nouvelle.

## Adaptation
Le récit a été adapté au cinéma sous le même titre par Bryan Singer en 1998, avec Brad Renfro et Ian McKellen dans les rôles principaux.
Précédemment à ce film, un projet a failli voir le jour à la fin des années 1980. En effet, en 1987, une adaptation a été tournée partiellement, mais est restée inachevée car la société de production a fait faillite. Le film était réalisé par Alan Bridges, avec Nicol Williamson et Rick Schroder dans les rôles principaux.